# Tomba dei Licini
La Tomba dei Licini e il Sepolcro dorico sono due monumenti funerari situati a circa 130 metri a sud della tomba dei figli di Sesto Pompeo, dall'altro lato della strada, nel IV miglio della Via Appia Antica, nel quartiere Ardeatino di Roma.

## Storia
I due monumenti furono restaurati da Luigi Canina a metà dell'Ottocento. Davanti ai resti del primo fece erigere anche un cono in mattoni al quale affisse frammenti di statue ed elementi architettonici marmorei recuperati nelle vicinanze. Di questi oggi rimane solo l'iscrizione che menziona un membro della  gens Licinia e che ha dato il nome all'intero monumento. Dalla tomba provengono numerosi busti in marmo, per lo più oggi alla Ny Carlsberg Glyptotek di Copenaghen, tra cui un famoso Ritratto di Pompeo. 
La seconda tomba, detta "dorica" per lo stile del fregio visibile in alto, fu ricostruita innalzando un frontone sopra blocchi squadrati di peperino e al cui centro è un rilievo con scene di caccia e combattimento. Si tratta di una tomba del tipo "ara", cioè imitante la forma di un altare, tipica della Repubblica romana.